# Sabanejewia larvata
Sabanejewia larvata és una espècie de peix d'aigua dolça de la família dels cobítids i de l'ordre dels cipriniformes.

## Morfologia
Els adults poden assolir fins a 9 cm de llargària total.

## Alimentació
Menja invertebrats.

## Hàbitat
Viu en zones de clima temperat. El seu hàbitat normal és a la vall del Po a Itàlia. S'ha introduït al llac Trasimé i el Tíber i l'Ombrone. No hi ha cap amenaça en la zona de distribució natural.